# Oscarinus stuessyi
Oscarinus stuessyi är en skalbaggsart som beskrevs av Gordon och Paul E.Skelley 2007. Oscarinus stuessyi ingår i släktet Oscarinus och familjen Aphodiidae. Inga underarter finns listade i Catalogue of Life.